# Doble Melo-Treinta y Tres
La Doble Melo-Treinta y Tres, est une course cycliste disputée au mois de décembre autour de la ville de Treinta y Tres. Cette compétition par étapes est organisée depuis 1947,. Elle fait partie du calendrier national uruguayen. 
L'édition 2016 est marquée par le succès final de Jorge Bravo, qui s'impose à l'âge de 49 ans.

## Palmarès
| Année     | Vainqueur                  | Deuxième                   | Troisième              |
| --------- | -------------------------- | -------------------------- | ---------------------- |
| 1947      | Ruben Messones             |                            |                        |
| 1948      | Ramón Bahamonde            |                            |                        |
| 1949      | Ramón Bahamonde            |                            |                        |
| 1950      | Ramón Bahamonde            |                            |                        |
| 1951      | Ramón Bahamonde            |                            |                        |
| 1953      | Pedro Lartegui             |                            |                        |
| 1954      | Pedro Lartegui             |                            |                        |
| 1955      | Pedro Lartegui             |                            |                        |
| 1956      | Víctor Hugo Sosa           |                            |                        |
| 1957      | Gabriel Barrios            |                            |                        |
| 1958      | Felicísimo Prais           |                            |                        |
| 1959      | Walter Moyano (es)         |                            |                        |
| 1960      | Francisco Pérez (en)       |                            |                        |
| 1961      | Jorge Colón                |                            |                        |
| 1962      | Vid Cencic (en)            |                            |                        |
| 1963      | Francisco Pérez (en)       |                            |                        |
| 1964      | Pedro Fernández            |                            |                        |
| 1965      | Nolberto Barreto           |                            |                        |
| 1966      | Alberto Pereira            |                            |                        |
| 1967      | Pablo Gadea                |                            |                        |
| 1968      | Francisco Segade           |                            |                        |
| 1969      | Pablo Gadea                |                            |                        |
| 1970      | Saúl Alcántara             |                            |                        |
| 1971      | Luis Alberto Sosa          |                            |                        |
| 1972      | Eugenio Miraballes         |                            |                        |
| 1973      | Adan Mansilla              |                            |                        |
| 1974      | Luis Ascano                |                            |                        |
| 1975      | Washington Díaz (de)       |                            |                        |
| 1976      | Milton Britos              |                            |                        |
| 1977      | Mario Pereira              |                            |                        |
| 1978      | Alfredo Gómez              |                            |                        |
| 1979      | Alfredo Gómez              |                            |                        |
| 1980      | Alfredo Gómez              |                            |                        |
| 1981-1985 | Pas organisé               | Pas organisé               | Pas organisé           |
| 1986      | Alberto Fleitas            |                            |                        |
| 1987      | José Asconeguy (es)        |                            |                        |
| 1989      | Juan Prochaska             |                            |                        |
| 1990      | Sergio Tesitore (es)       |                            |                        |
| 1991      | Gustavo Figueredo (es)     |                            |                        |
| 1992      | César Berti                |                            |                        |
| 1993      | Harley Píriz               |                            |                        |
| 1994      | Harley Píriz               |                            |                        |
| 1995      | Harley Píriz               |                            |                        |
| 1996      | Luis Alberto Martínez (es) |                            |                        |
| 1997      | Sergio Tesitore (es)       |                            |                        |
| 1998      | Hernán Cline               |                            |                        |
| 1999      | Néstor Aquino (de)         |                            |                        |
| 2000      | Hernán Cline               |                            |                        |
| 2001      | Daniel Mosler              | Gerardo Romero             | Álvaro Tardáguila (en) |
| 2002      | Hernán Cline               |                            |                        |
| 2003      | Hernán Cline               |                            |                        |
| 2004      | Wilder Miraballes          |                            |                        |
| 2005      | Hernán Cline               |                            |                        |
| 2006      | Néstor Aquino (de)         |                            |                        |
| 2007      | Néstor Pías                |                            |                        |
| 2008      | Freddy Peralta             | Luis Alberto Martínez (es) | Hernán Cline           |
| 2009      | Jorge Soto                 | Geovane Fernández          | Ignacio Maldonado      |
| 2010      | Hernán Cline               | Richard Mascarañas         | Gonzalo Tagliabúe      |
| 2011      | Roderyck Asconeguy         | Darío Díaz                 | Laureano Rosas         |
| 2012      | Richard Mascarañas         | José Luis Miraglia         | Jorge Bravo            |
| 2013      | Roderyck Asconeguy         | Ignacio Maldonado          | José Luis Miraglia     |
| 2014      | Matías Presa               | Bilker Castro              | Jorge Bravo            |
| 2015      | Carlos Cabrera             | Emanuel Yáñez              | Gonzalo Tagliabúe      |
| 2016      | Jorge Bravo                | Ignacio Maldonado          | Vanderlei Melchior     |
| 2017      | Matías Presa               | Jorge Bravo                | Fernando Méndez        |
| 2018      | Matías Presa               | Roderyck Asconeguy         | Nicolás Arachichú      |
| 2019      | Pablo Anchieri             | Fernando Méndez            | Leonel Rodríguez       |
| 2020      | Pas organisé               | Pas organisé               | Pas organisé           |
| 2021      | Leonel Rodríguez           | Jorge Giacinti             | Roderyck Asconeguy     |
| 2022      | Jorge Giacinti             | Ignacio Maldonado          | Samuel Morales         |
| 2023      | Leonel Rodríguez           | Ignacio Maldonado          | Matías Presa           |
| 2024      | Jorge Giacinti             | Anderson Maldonado         | Sergio Fredes          |
| 2025      | Pablo Bonilla              | Ignacio Maldonado          | Leonel Rodríguez       |